# Peugeot Quadrilette
Peugeot Quadrilette est le nom populaire donné aux modèles Peugeot Type 161 et Peugeot Type 172, produits entre 1920 et 1924.

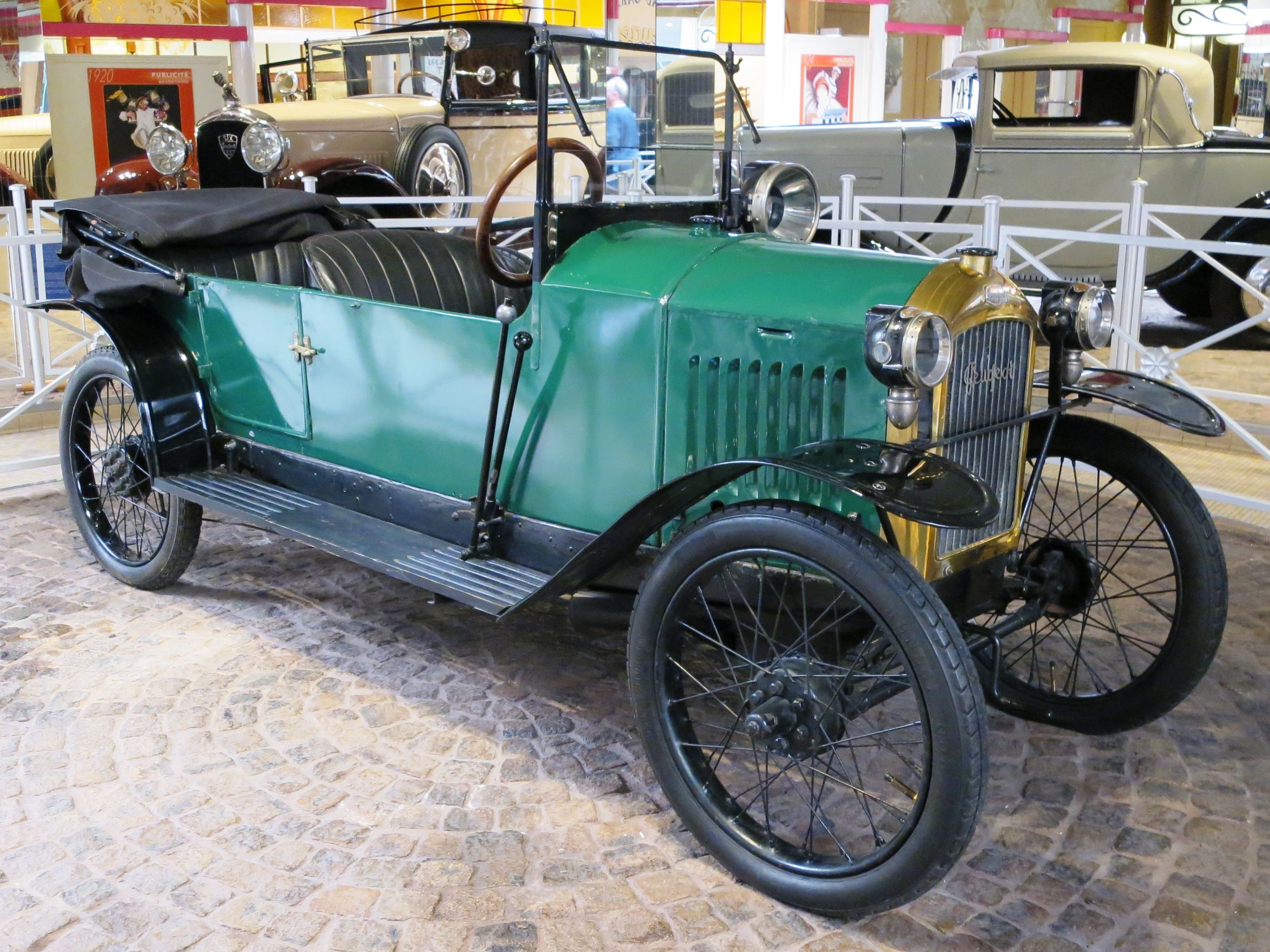
Quadrilette type 161, Musée de l'Aventure Peugeot.

## Quadrilette Type 161
- Moteur : 4 cylindres en ligne, 667 cm3, soupapes latérales.
- Transmission : boîte 3 rapports, propulsion (pas de différentiel).
- Puissance : 9,5 ch à 2 450 tr/min.
- Poids : 345 kg.
- Vitesse maxi : 60 km/h.

Peugeot présente en 1920 ce cyclecar de 345 kg, 2 places, propulsion, très complet  avec sa boîte à 3 vitesses et son moteur 667 cm3, un minuscule mais vrai 4 cylindres de 9,5 ch, atteignant une vitesse de 40 km/h (ou même 60 km/h en pointe). L'équipement prévoit une capote repliable et un éclairage à acétylène,.

## Quadrilette Type 172
En 1922, la Quadrilette Type 172 prend la suite du Type 161, avec peu de changements. Comme dans le modèle précédent, la transmission est à 3 vitesses, avec un pont arrière à vis sans fin, dépourvu de différentiel. Les freins agissent sur l'essieu arrière rigide : celui de droite est commandé au pied et celui de gauche à la main.
À partir de 1924, la petite voiture Peugeot est commercialisée sous le nom de Peugeot 5 CV (type 172).